# Greta Pitkänen
Greta Eugenia Pitkänen, född Malmstén 17 juli 1911 i Helsingfors, död 23 december 1938 i Helsingfors, var en finländsk sångerska och skådespelare. Hon var syster till Georg och Eugen Malmstén.
Pitkänen medverkade 1933 i filmerna Herrat täysihoidossa och Pikku hyyjärtär. Mest känd blev hon i rollen som Musse Pigg i de grammofoninspelningar hon och Georg Malmstén gjorde på 1930-talet och som spelades hundratals gånger i Rundradions barnprogram. Numren var skrivna av Malmstén och R.R. Ryynänen, och slutade produceras i och med Pitkänens död. Först flera decennier senare återvände Malmstén till den populära serien, då med dottern Ragni Malmstén i Pitkänens ställe. Åren 1936–1937 medverkade Pitkänen vid grammofoninspelningar med orkestern Dallapé; förutom Musse Pigg-sångerna sjöng hon in några solonummer och duetter med brodern Georg.
Greta Pitkänen avled i tuberkulos dagen före julafton 1938. Hennes make hade redan gått bort och parets son blev föräldralös vid tre års ålder.